# レノ
株式会社レノは、日本の投資会社である。

## 概要
東京都渋谷区に所在する金融会社である。2000年代後半より、経営破綻した不動産企業の支援に次々と参画し始めた。しかし、マスコミからの取材をすべて断っていたことから、「謎の会社」として注目を集めた。2010年代に入ると、大手電機企業や金融機関の株式を大量に買い占め、大量保有報告書を次々と提出し始めたことから、さらなる注目を集めた。役員は、M&AコンサルティングやMACアセットマネジメントなど、かつて「村上ファンド」と通称されたグループの出身者が多数を占める。
しかし、実際には不動産企業への融資はトラブルが続いており、赤根豊（下記）が2010年に役職を辞任したうえ村上ファンド創設者村上世彰と対立して訴訟を起こすなど問題を抱えているという。2011年頃からシンガポール在住の村上氏から100億円規模の資金を借入れて投資に宛てており、2016年7月にその資金移動の利息15億円分が申告漏れとして過小資本税制の適用対象として指摘を受けていたことが発覚した。

## 沿革
1986年に設立された。発足当初は奥谷禮子が経営しており、主に健康食品の販売を手掛けていた。その後、2001年に税理士の赤根豊が経営を引き継いだ。現在は、福島啓修が代表取締役を務めている。主として投資などを手掛けており、金融庁に対して適格機関投資家の届出も行っている。2008年10月には村上が、赤羽、三浦らとレノの共同経営について覚書を交わした。
2009年にダイナシティの支援に名乗りを挙げたのを皮切りに、フレッグインターナショナル、ジョイント・コーポレーションなど、経営破綻した不動産企業への支援を次々に開始した。2012年に入ると、インフォレストなどを傘下に持つセブンシーズホールディングスの株式を大量に取得し、大量保有報告書を提出した。同年8月には、マウスコンピューターや秀和システムの持ち株会社として知られるMCJの株式を大量に取得し、大量保有報告書を提出した。さらに、日本ビクターとケンウッドが合併して誕生したJVCケンウッドの株式を大量に取得し、大量保有報告書を提出した。同年10月、SBIホールディングスの株式を大量に取得し、大量保有報告書を提出した。大量保有報告書の提出により、共同保有分を含めれば、SBIホールディングスの発行済株式の約6パーセントを所有していることが明らかになった。『文藝春秋』は、SBIホールディングスの株式取得にかかった費用について「70億円近くを投じた形」と報じている。
しかし、赤根が2010年12月に役職を辞任した際に保有していた株式を買い取るよう村上側に要求したが拒否され、赤根側が訴訟を起こす事態に発展。また、最高裁で有罪判決を受けた村上への反感は未だ根強く、同じく2010年12月にレノは自社株買いにより村上との資本関係を表向き解消。さらに、ジョイント・コーポレーションの法律管財人から村上との関係を解消するよう要求され、結局2012年5月にスポンサーを降板。
2013年1月、PGMホールディングスがアコーディア・ゴルフに対してTOBを仕掛けたのに対して、関連企業と共に20.02%ものアコーディア株を取得、結果TOBは不成立に終わった。

## 投資対象となった企業
- ダイナシティ
- フレッグインターナショナル
- ジョイント・コーポレーション
- JVCケンウッド
- アコーディア・ゴルフ
- フェイス
- ヨロズ
- SBIホールディングス
- MCJ
- セブンシーズホールディングス
- 黒田電気
- イノテック
- 新明和工業

## 関連人物
- 奥谷禮子
- 村上世彰